# 光华乡 (万荣县)
光华乡，是中华人民共和国山西省运城市万荣县下辖的一个乡镇级行政单位。

## 行政区划
光华乡下辖以下地区：
东光华村、西光华村、北火上村、南火上村、小屈村、新安村、秦村、大兴村、北甲店村、罗池村、庄头村、王胡村、杨蓬村、贵兰村、邻居村、西丁王村、东丁王村、冯张村、小樊村、薛吉村、乔村、徐村、李家坡村和丁村。